# صفحات خورشیدی در فضاپیما

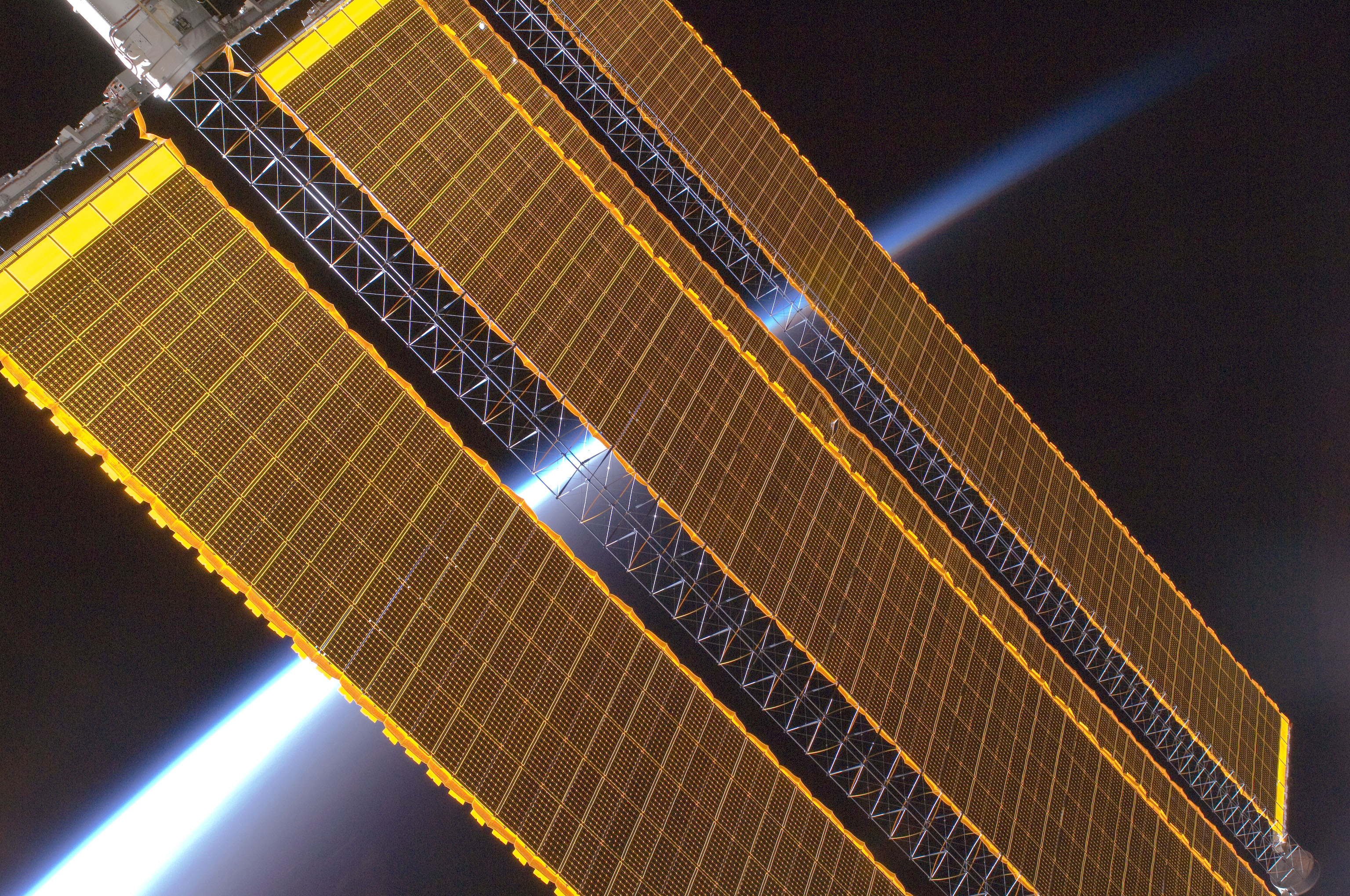
آرایه صفحات خورشیدی در ایستگاه فضایی بین‌المللی (۱۷ خدمه اعزامی، اوت ۲۰۰۸)

فضاپیما که در بخش داخلی منظومه شمسی قرار گرفته‌است معمولاً برای تولید برق از نور خورشید، از صفحات خورشیدی فتوولتائیک استفاده می‌کند. در بخش بیرونی منظومه شمسی که در آن نور خورشید بسیار ضعیف است برای تولید قدرت کافی است، مولد گرما-الکتریکی ایزوتوپی (RTGها) به عنوان یک منبع انرژی استفاده می‌شود.

## تاریخچه
اولین فضاپیمایی که برای آن از صفحات خورشیدی استفاده شد ماهوارهٔ ونگارد ۱ بود و توسط ایالات متحده در سال ۱۹۵۸ راه اندازی شد. این موضوع عمدتاً به دلیل نفوذ دکتر هانس تسیگلر بود، او را می‌توان به عنوان پدر انرژی خورشیدی فضاپیما در نظر گرفت. او دوره تصدی ۳۰ ساله خود را در فورت مون ماوت (۱۹۴۷–۱۹۷۶) گذراند، تسیگلر ۱۲ سال از عمر خود را در مقام اول به عنوان دانشمند ارشد به سر برد.

## نگارخانه

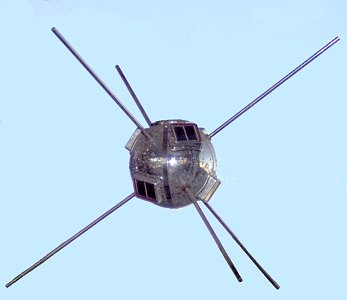
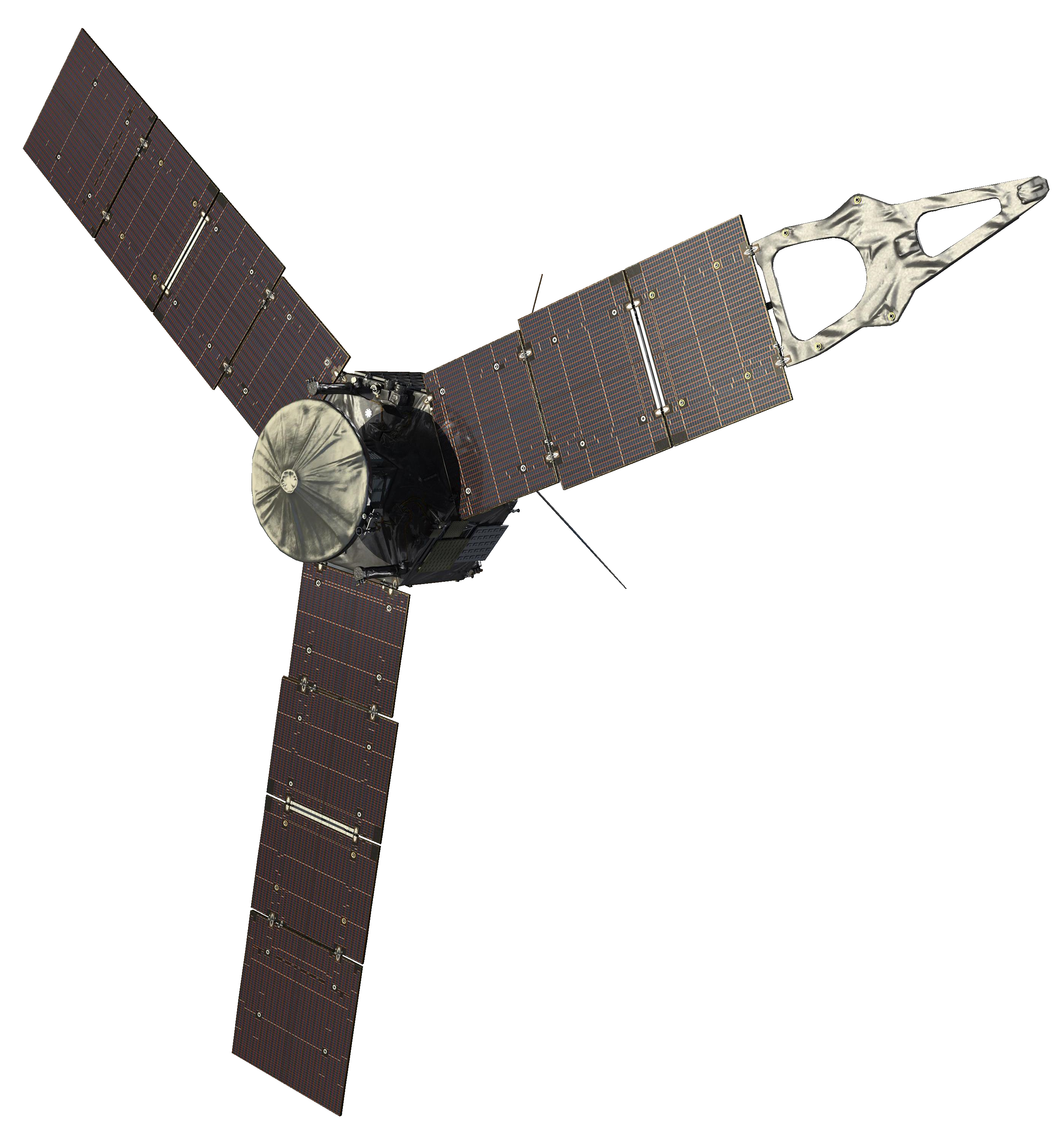
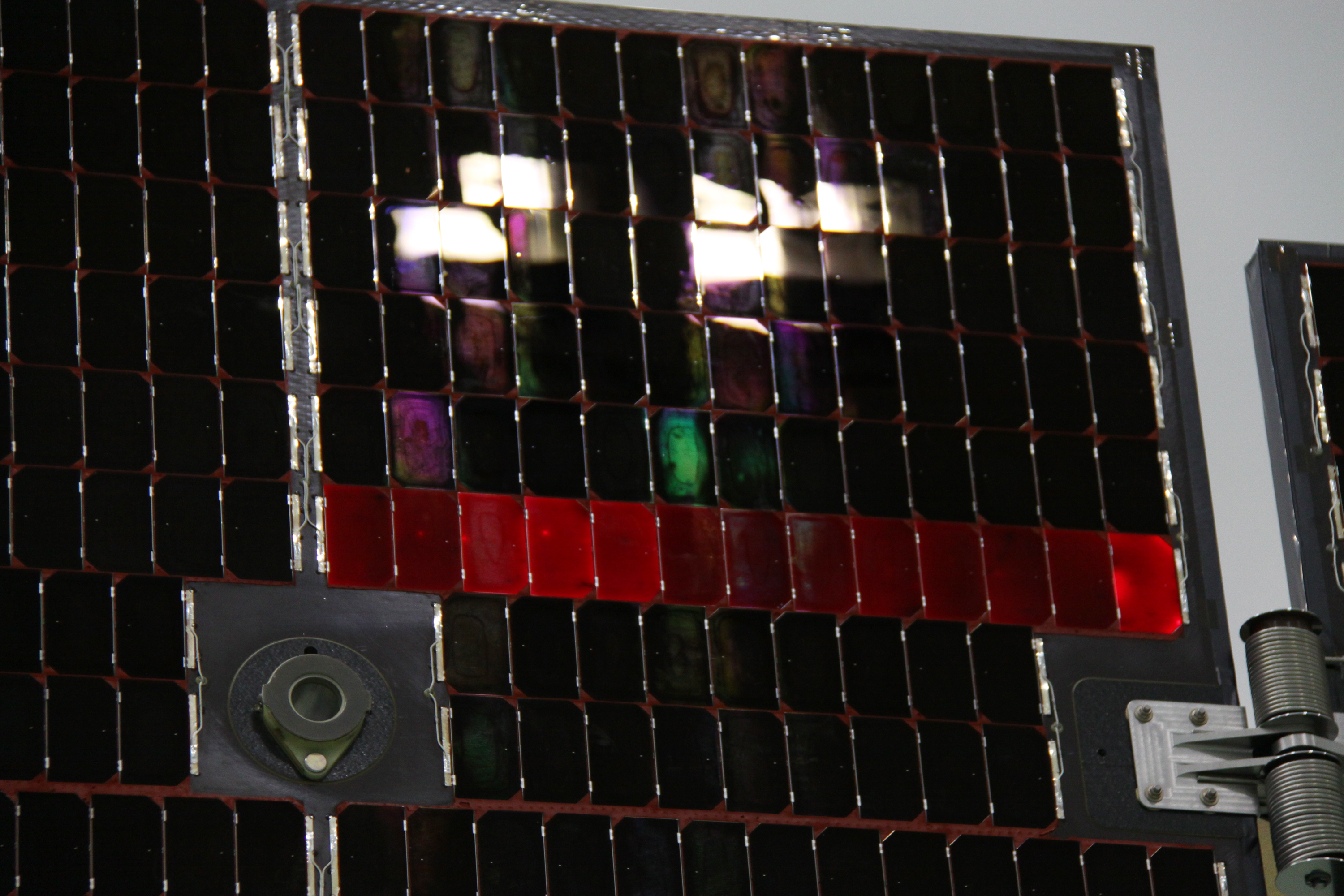
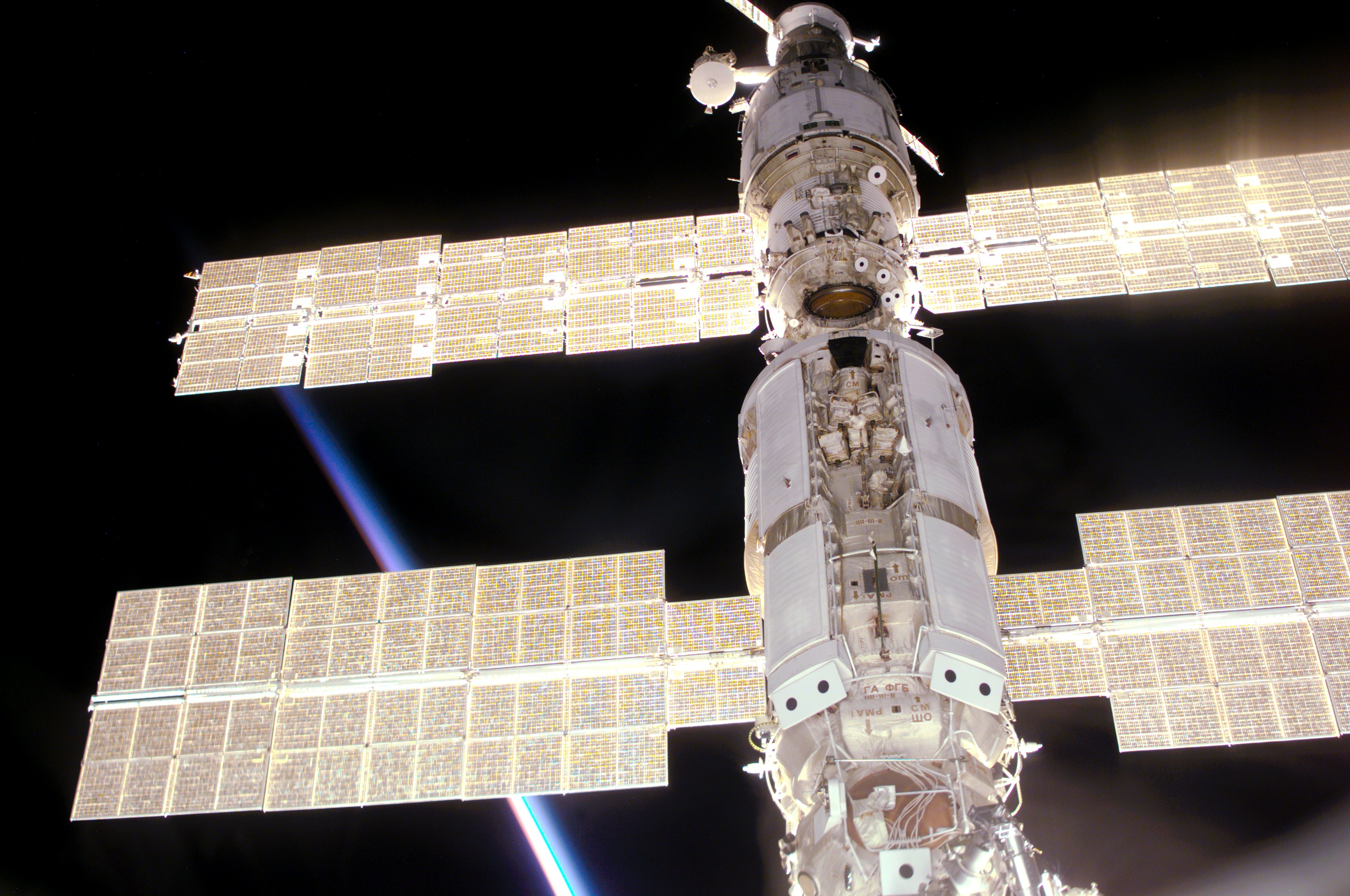
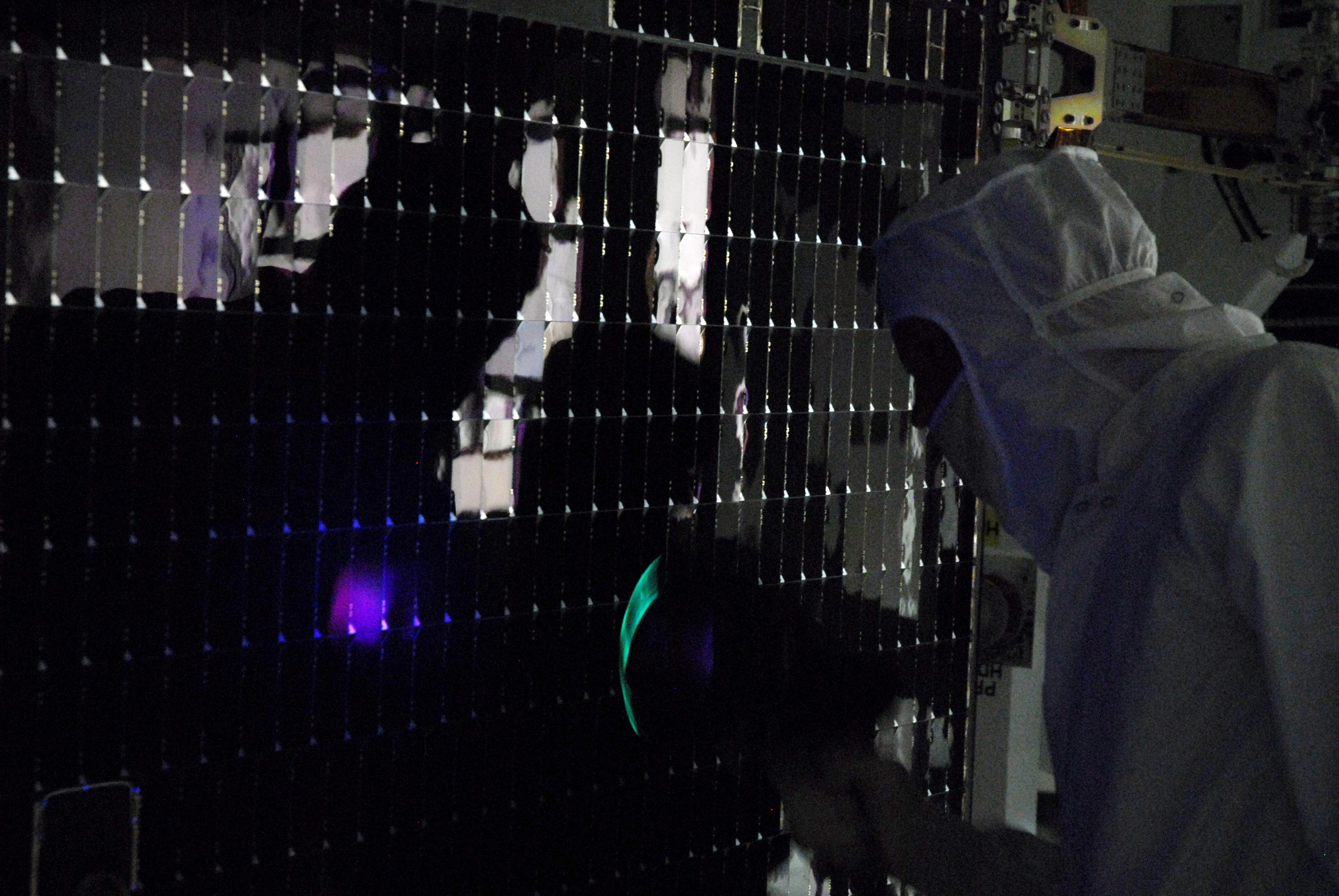
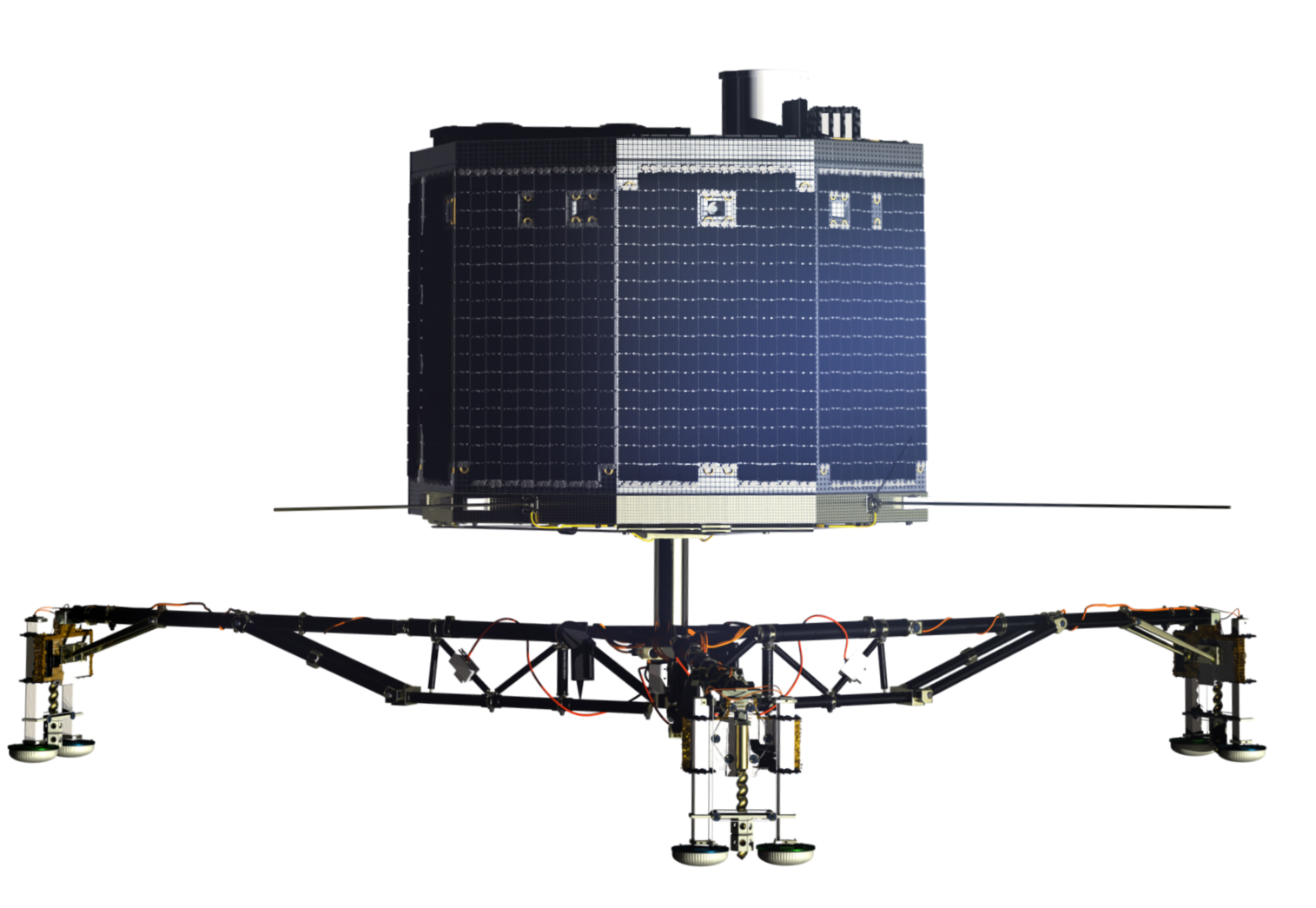

## واژه‌نامه
1. ↑  International Space Station, ISS
2. ↑  radioisotope thermal generator
3. ↑  Vanguard 1
4. ↑  Hans K. Ziegler
5. ↑  Fort Monmouth